# Vasco Gil Sodré
Vasco Gil Sodré (c. 1450 – c. 1500) fue un navegante y explorador portugués y uno de los primeros pobladores de la isla de Graciosa. Intentó obtener la capitanía donataria de la isla. Él y sus progenitores fueron el origen de la mayoría de las familias de la isla.

## Primeros años de vida
Nació en Montemor-o-Novo, fue hijo de Gil Sodré y sobrino del noble inglés John de Sudley  (transliterado como João de Sodré, donde Sodré fue corrompido del inglés Sudeley o Sudley). John era descendiente de William le Boteler, lo que explica la similitud de los escudos de armas entre Inglaterra y Portugal, entre los Boteler (Mayordomo en inglés) y familias Sodré. 

## Casamiento
Vasco Gil Sodré se casó dos veces, la primera con Iria Vaz do Couto, hija de Duarte Barreto do Couto, primer capitán donatario de Graciosa; y la segunda vez con Beatriz Gonçalves da Silva, que le acompañó hasta la isla. Tuvieron una hija llamada Isabel Sodré.
Beatriz Gonçalves da Silva fue mencionada, por Gaspar Frutuoso, como Beatriz Gonçalves de Bectaforte, natural del castillo de Bectaforte en Inglaterra, lo cual es una confusión surgida de los descendientes posteriores de Vasco Gil Sodré.  De este matrimonio tuvo a Diogo Vaz Sodré, Inês Vaz Sodré, Fernão Vaz Sodré, Leonor Gil Vaz Sodré, Antonio Vaz Sodré, Mécia Vaz Sodré, Maria Vaz Sodré e Isabel Sodré, además de otros, comprendiendo diez hijos, que fueron los progenitores de la isla de Graciosa. 
Duarte Barreto do Couto, hermano de su primera esposa, Iria, estaba casado con Antónia Sodré, hermana de Vasco Gil Sodré, lo que los convertía en suegros políticos. Aunque hay pocos registros, Duarte Barreto do Couto, o más conocido como Duarte Barreto, noble del Algarve, fue capitán donatario de la zona sur de la isla, que posteriormente fue incorporada al territorio de la capitanía de Graciosa.

## Graciosa
Vasco Gil Sodré llegó a Graciosa tras la desaparición de Duarte Barreto do Couto, quien murió en una incursión castellana en Graciosa (seguramente en 1475, en la Guerra de Sucesión de Castilla).  Al quedarse viuda y sola en la isla, su esposa Antónia Sodré escribió a su hermano para que se quedase con ella. 
Al enterarse de su invitación, Vasco Gil Sodré llegó a la isla de Graciosa, después de una parada en varios asentamientos norteafricanos, llegando en un momento en que Portugal estaba en guerra con la Corona de Castilla, debido a las tensiones de Juana la Beltraneja, entre 1475 y 1479.
Vasco Gil Sodré estuvo acompañado por Beatriz Gonçalves da Silva, y un grupo de sirvientes, llegando a Graciosa tras alojarse en Terceira.  La familia construyó una casa en Carapacho, una isla próxima a sus tierras en el suroeste de la isla, en lo que hoy en día es Praia.
Vasco Gil Sodré intentó obtener la capitanía donataria de la isla, la capitanía del norte (centrada en Santa Cruz da Graciosa) fue dada a Pedro Correia da Cunha (cuñado de Cristóbal Colón), que llegó a ahí desde Porto Santo, después de perder la capitanía, en 1474.
A pesar de los esfuerzos de la familia Sodré, en 1485 Pedro Correia da Cunha fue confirmado como Capitán Donatario de toda la isla, porque "el terreno era demasiado pequeño para dos divisiones", lo que impidió a Vasco Gil Sodré y sus descendientes obtener la capitanía que reclamaban. Esta decisión unificó la capitanía de Graciosa, hasta que se abolió el sistema donatario. La división dio lugar a dos municipios (Praia da Graciosa y Santa Cruz da Graciosa ), después unificados en 1859. Vasco Gil Sodré falleció en Santa Cruz da Graciosa .